# Kate Wolf
Kate Wolf (nacida Kathryn Louise Allen, 27 de enero de 1942 – 10 de diciembre de 1986) fue una cantautora folk estadounidense. Aunque su carrera fue relativamente corta, tuvo un impacto significativo en la escena de música folk y muchos músicos continúan interpretando sus canciones. Sus composiciones más conocidas incluyen "Here in California," "Love Still Remains," "Across the Great Divide," "Unfinished Life" y "Give Yourself to Love." 
Nacida en San Francisco, empieza su carrera musical en la banda Wildwood Flower antes de grabar diez discos en solitario. Sus canciones desde entonces han sido grabadas por artistas como Nanci Griffith y Emmylou Harris (cuyo registro de "Love Still Remains" fue nominado para un Grammy en 1999). Un mentor importante, amigo y compañero de giras era Utah Phillips.
Falleció en 1986 a la edad de 44 años, después de una batalla larga con la leucemia.  Sus restos están enterrados en un pequeño cementerio de iglesia en Goodyears Bar, California.

## Discografía
- Back Roads (1976) (como Kate Wolf and the Wildwood Flower)
- Lines on the Paper (1977)
- Safe at Anchor (1979)
- Close to You (1980)
- Give Yourself to Love (1982)
- Poet's Heart (1985)
- Gold in California – A Retrospective of Recordings (1986)
- The Wind Blows Wild (1988)
- An Evening in Austin (1988)
- Looking Back at You (1994)
- Carry It On (1996)
- Weaver of Visions – The Kate Wolf Anthology (2000)

NOTA: Wolf (junto con Don Coffin con quien estuvo casada en esa época) aparece en el álbum We Walked by the Water de 1973 del folksinger Lionel Kilberg. Este álbum fue republicado en 1995 bajo el título de Brisas y Wolf aparece sola en la cubierta. Su familia no considera a este álbum representativo de su trabajo.
We Walked by the Water  y su álbum Lines on the Paper fueron dedicados a Gil Turner, a quien Wolf y Don descubrieron por Lionel Kilberg. Wolf grabó su versión del conocido tema de Gil "Carry It On."
Muchos de estos álbumes fueron hechos en colaboración con Bill Griffin.

## Festival de música
La música de Kate Wolf es celebrada cada año, a finales de junio, al Kate Wolf Memorial Music Festival, en el Black Oak Ranch en Laytonville, California. Cuenta siempre con populares músicos de folk como Nina Gerber y Greg Brown. El festival cierra tradicionalmente con la canción de Wolf, "Give Yourself to Love."

## Tributos y versiones
- El cantante australiano Eric Bogle escribió "Katie and the Dreamtime Land," una de sus canciones más populares, como tributo a Wolf.
- Greg Brown escribió "Kate's Guitar" la cual está disponible en su álbum de 2004, En los Cerros de California, grabado en vivo en el Kate Wolf Memorial Music Festival.
- La cantante 'Gaelic Americana'  Kyle Carey interpretó su canción "Across the Great Divide" en su álbum de 2014 Estrella Del Norte.

- En 1998, un álbum de tributo que se tituló,  Treasures Left Behind: Remembering Kate Wolf, fue publicado por Red House Records. El álbum contiene canciones de Kate interpretadas por varios artistas y contiene tributos y remembranzas sobre ella en un folleto adjunto.

Lista de temas 
1. "Give Yourself to Love" (Kathy Mattea)
2. "These Times We're Living In" (Dave Alvin)
3. "Friend of Mine" (Nanci Griffith)
4. "Sweet Love" (John Gorka)
5. "Here in California" (Lucinda Williams)
6. "Like a River" (Peter Rowan & The Rowan Brothers)
7. "Carolina Pines" (Cris Williamson & Tret Fure)
8. "See Here, She Said" (U. Utah Phillips)
9. "In China, or a Woman's Heart" (Rosalie Sorrels)
10. "Tequila and Me" (Greg Brown & Ferron)
11. "Back Roads" (Nina Gerber)
12. "Cornflower Blue" (Eric Bogle)
13. "Love Still Remains" (Emmylou Harris)
14. "Thinking About You" (Terry Garthwaite)